# Marihuana Tax Act

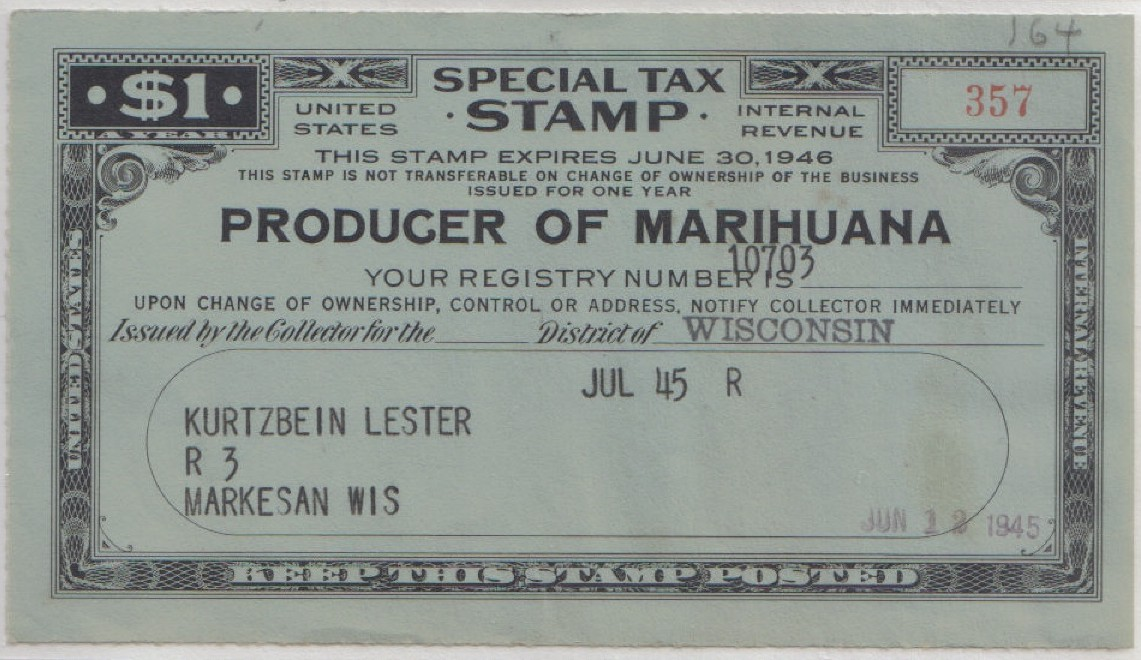
Lo speciale bollo «Producer of Marihuana», risalente al luglio 1945

Il Marihuana Tax Act è una legge federale degli Stati Uniti del 1937, che diede il via al proibizionismo nei confronti del commercio, dell'uso e della coltivazione della canapa, esteso in pochi anni a numerosi altri paesi del mondo.

## La legge
Il 14 giugno 1937 il presidente Roosevelt promulgò il Marijuana Tax Act, approvato dal Congresso degli Stati Uniti, che di fatto impediva la coltivazione di qualsiasi tipo di canapa, anche a scopo medicamentale.
La legge fu emanata a seguito di una campagna di stampa organizzata dal direttore del Federal Bureau of Narcotics (FBN) Harry Anslinger. Anslinger riuscì ad ottenere da parte dell'allora ministro del tesoro Andrew Mellon, suo suocero, l'inserimento di una clausola che attribuiva all'FBN (nato cinque anni prima) competenze amministrative e potere di polizia per far applicare la legge.
La legge non vietava espressamente il consumo,  la compravendita o la coltivazione ma di fatto rendeva economicamente insostenibile l'utilizzo della cannabis. Tassava di un dollaro qualsiasi transazione commerciale riguardante la pianta o derivati di essa. Introduceva inoltre un complesso sistema burocratico cui erano sottoposti i possessori e i coltivatori. Qualsiasi tentativo di evasione veniva punito con cinque anni di prigione oppure fino a 2000 dollari di multa, o entrambe, a discrezione della corte.
Il naturale effetto fu di rendere troppo rischioso commerciare la canapa, fino alla seconda guerra mondiale, quando il film Hemp for Victory, prodotto nel 1942 dal Dipartimento dell'Agricoltura degli Stati Uniti, incoraggiò gli agricoltori a riprendere la coltivazione della pianta della canapa, poiché poteva essere impiegata per fabbricare le gomene delle navi da guerra, non essendo possibile usare le altre materie prime, bloccate dal Giappone.
Di fatto comunque non si può considerare una legge di tassativa, ma piuttosto proibitiva, trattandosi di un vero e proprio alibi mediante il quale volendo vietare determinati comportamenti, anziché proibirli direttamente, li si rendeva in sostanza impossibili tramite l'applicazione di una tassa. Questo sistema era già stato collaudato nel 1934 dove negli Stati Uniti non poteva essere vietata la libertà costituzionale di possedere un'arma da fuoco, e nel tentativo di fermare il gangsterismo ne fu pesantemente tassato l'acquisto (National Firearms Act, NFA). L'NFA (approvato quindici giorni prima che il Marihuana Tax Act arrivasse in commissione) fu giudicato costituzionale dalla Corte Suprema, creando un precedente di leggi proibitive mascherate da leggi di tassazione.
Nel 1961, con la convenzione unica sugli stupefacenti, l'ONU incluse la cannabis tra gli stupefacenti. Determinanti furono le pressioni degli Stati Uniti. Il rappresentante statunitense della Commissione ONU per le droghe stupefacenti era Harry Anslinger. Nel dicembre del 2020 l'ONU ha riclassificato la cannabis, rimuovendola dalla cosiddetta Tabella IV delle droghe pericolose (come eroina e cocaina) e riconoscendone il valore terapeutico.
Nel 1969, in piena rivoluzione culturale, Timothy Leary, famoso professore di psicologia di Harvard e attivista delle droghe, si difese in un processo che lo vedeva imputato per possesso di marijuana dichiarando l'incostituzionalità del Marihuana Tax Act, violando esso il quinto emendamento dal momento che una persona che si fosse posta alla ricerca del bollo si sarebbe accusata da sé. Il Marihuana Tax Act fu quindi sostituito l'anno successivo dal Controlled Substances Act.

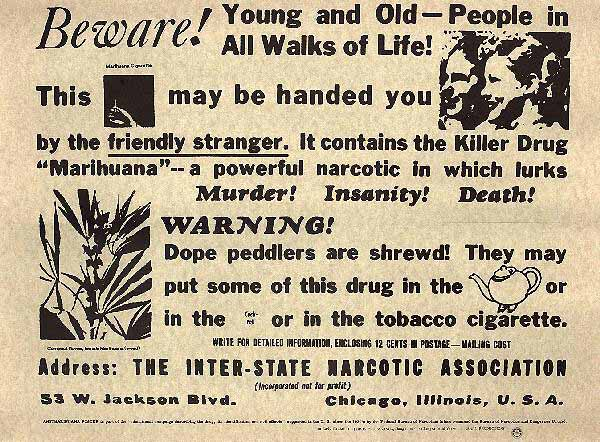
Annuncio pubblico distribuito dal 1935 dal Federal Bureau of Narcotics

### La campagna contro lamarijuana

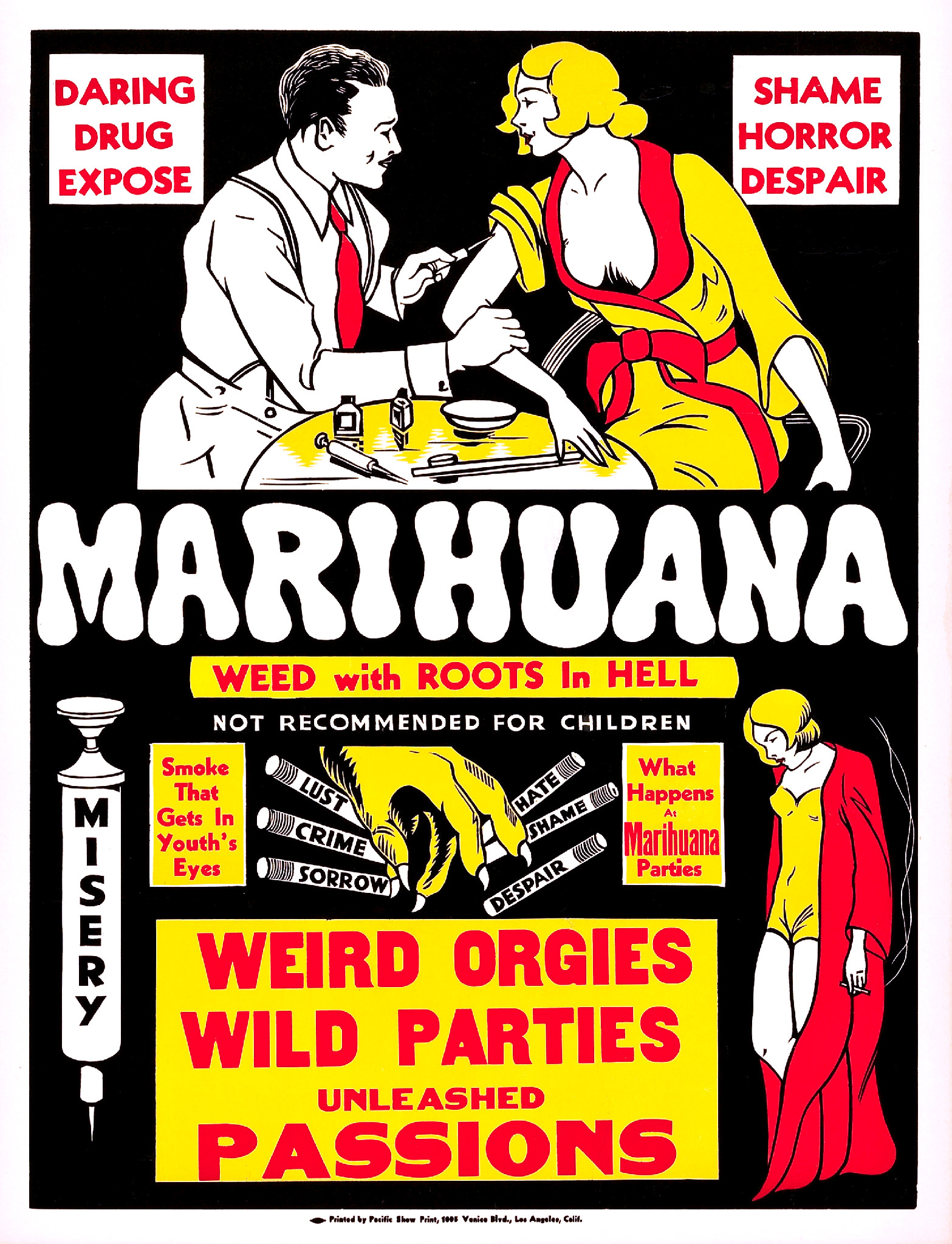
Manifesto pubblico del 1936

Prima della promulgazione della legge, per più di due anni operò negli Stati Uniti una campagna mediatica contro la pratica di fumare marijuana (il termine di lingua spagnola si affermò proprio in quegli anni negli Stati Uniti, mentre fino ad allora era in uso solo in Messico), promossa dallo stesso Harry Anslinger. Si trattava di campagne promozionali che verrebbero oggi considerate propaganda allarmistica e oscurantista, arbitrarie "reinterpretazioni" di notizie di cronaca nera: i più efferati omicidi commessi nel paese si scriveva fossero causati dall'uso di marijuana, definita dai giornali di William Hearst "assassina della gioventù", o "erba del diavolo".
In un articolo pubblicato sull'American Magazine nel luglio del 1937 Ansliger descrisse ad esempio il caso di un giovane, normalmente tranquillo, che dopo aver fumato marijuana ammazzò a colpi di scure padre, madre, due fratelli e una sorella. Si diceva poi che l'uso di marijuana provocasse nelle donne bianche un desiderio di ricerca di relazioni sessuali con uomini neri, facendo dunque leva anche su pregiudizi di tipo razzista. Furono infine prodotti alcuni film d'exploitation palesemente faziosi come Reefer Madness o Marijuana: The Devil's Weed, entrambi del 1936, proiettati anche nelle scuole.

### Il rapporto La Guardia
La sola voce autorevole che si oppose alla campagna mediatica di Anslinger contro la cannabis fu quella del sindaco di New York Fiorello La Guardia, che nel 1938 nominò una commissione d'inchiesta e, nel 1944, contestò duramente la campagna con il Rapporto La Guardia (La Guardia Committee Report).